# 井随村
井随村（いずいむら）は、かつて新潟県西蒲原郡にあった村。1901年11月1日の合併によって消滅し、現在は新潟市西蒲区の一部となっている。
以下の記述は合併直前当時の旧井随村に関しての記述であり、現在では名称等が異なる場合がある。なお、ここに記述されていない内容に関しては新潟市などの記事を参照。

## 沿革
鷲尾九郎左衛門が開発したとされるが、開発年代は不明。文明3年2月22日の伊弥彦神条式写に「伊豆井村」と記録に残る。
- 1889年（明治22年）4月1日 - 町村制施行に伴い西蒲原郡井随村が村制施行し、井随村が発足。
- 1901年（明治34年）11月1日 - 西蒲原郡横戸村、島方村、五之上村と合併し、四ツ合村となり消滅。

## 地域
合併を行わないで発足した村であるため、大字は編成していない。
当時の村域は現在の新潟市西蒲区井随に該当する。